# Kalinowka (sielsowiet łomigorski)
Kalinowka (ros. Калиновка) – wieś (ros. деревня, trb. dieriewnia) w zachodniej Rosji, w sielsowiecie łomigorskim rejonu wołowskiego w obwodzie lipieckim.

## Geografia
Miejscowość położona jest nad rzeką Kszeń, 5 km od centrum administracyjnego sielsowietu łomigorskiego (Miszyno), 16,5 km od centrum administracyjnego rejonu (Wołowo), 134 km od stolicy obwodu (Lipieck).

## Demografia
W 2012 r. miejscowość nie posiadała mieszkańców.